# Renaud Delmas
Pour les articles homonymes, voir Delmas.
Pas d'image ? Cliquez ici

a Compétitions nationales et continentales officielles uniquement.

b Matchs officiels uniquement.
Dernière mise à jour le 10 septembre 2024.
Renaud Delmas, né le 30 août 1985, est un joueur rugby à XV et de rugby à sept évoluant au poste d'ailier, international français à sept. Il se reconvertit ensuite en tant qu'entraineur.

## Biographie
Formé au Lardin-Saint-Lazare en Dordogne[réf. nécessaire], il rejoint le club de Périgueux[Quand ?] où il atteint la demi-finale de la Coupe René-Crabos, championnat de France junior, face au Stade toulousain[réf. nécessaire]. La saison suivante, il intègre le groupe professionnel de Périgueux alors qu'il n'est âgé que de 19 ans. Lors de cette saison 2004-2005, il inscrit quatre essais dans le championnat de Pro D2, et participe à quasiment tous les matchs de la seconde partie de la saison[réf. nécessaire]. Le club finit dernier et est relégué en Fédérale 1. Il devient petit à petit un cadre de l'équipe périgourdine, inscrivant de nombreux essais décisifs[réf. nécessaire].
Lors de la saison 2008-2009, il est sélectionné avec l'équipe de France amateur qui regroupe les meilleurs joueurs français évoluant au niveau fédéral[réf. nécessaire]. Lors de sa première sélection, il inscrit l'essai de la victoire face à l'Écosse (13-12) et est élu homme du match[réf. nécessaire]. Pour sa seconde sélection, il participe activement à la victoire des bleus face au XV de la rose à Twickenham avec un essai inscrit (27-16)[réf. nécessaire]. Grâce à ses bonnes performances avec l'équipe de France amateur, il est repéré par l'encadrement de l'équipe de France à sept[réf. nécessaire]. Il y évolue d'abord en parallèle avec l'équipe de Périgueux puis s'y engage définitivement en signant professionnel pour la saison 2011-2012[réf. nécessaire]. En sept saisons passées au CA Périgueux, il inscrit au total une cinquantaine d'essais toute compétitions confondues, atteint deux fois les quarts de finale du trophée Jean-Prat, trophée attribué au club Champion de France de Fédérale 1, deux fois les demi finales et une fois la finale lors de sa dernière saison ce qui permet au club d'accéder à la Pro D2[réf. nécessaire].
Avec l'équipe de France de rugby à sept, à laquelle il se consacre uniquement depuis la saison 2011-2012, il devient l'un des meilleurs marqueurs de l'histoire de cette sélection avec un total de 377 points marqués, suivant les comptes arrêtés en mars 2014. En mars 2015, son contrat avec la FFR n'est pas renouvelé.